# Henry FitzJames
Henry FitzJames (Westminster, 6 augustus 1673 – Bagnols, 16 december 1702) was een Engels en later Frans militair. Hij was een onwettige zoon van Jacobus II van Engeland en Arabella Churchill, zuster van de hertog van Marlborough.
In de Slag aan de Boyne vocht hij, evenals zijn broer, aan de zijde van zijn vader.
Nadat zijn vader definitief was afgezet volgde hij hem in zijn ballingschap in Frankrijk. Hier beleende zijn vader hem in 1696 met de titels hertog van Albemarle, graaf van Rochford en baron van Romney. Deze titels werden echter alleen erkend door de jacobieten, omdat zijn vader als koning van Engeland en Schotland was afgezet.
FitzJames trad als luitenant-generaal in het Franse leger en werd in 1702 admiraal. Hetzelfde jaar overleed hij.
Op 20 juli 1700 huwde FitzJames met Marie Gabrielle d’Audibert (1675 – Saint-Germain-en-Laye 15 mei 1741), gravin van Lussan. Het paar kreeg een dochter, die een half jaar na de dood van haar vader werd geboren: Christine Marie Jacqueline Henriette FitzJames (Bagnols 29 mei 1703 - ?). Zij werd non.